# Осмийтрилютеций
Осмийтрилютеций — бинарное неорганическое соединение, интерметаллид
осмия и лютеция
с формулой Lu3Os,
кристаллы.

## Получение
- Сплавление стехиометрических количеств чистых веществ:

{\displaystyle {\mathsf {Os+3Lu\ {\xrightarrow {T}}\ Lu_{3}Os}}}

## Физические свойства
Осмийтрилютеций образует кристаллы
ромбической сингонии,
пространственная группа P nma,
параметры ячейки a = 0,7331 нм, b = 0,8798 нм, c = 0,6093 нм, Z = 4,
структура типа карбида железа Fe3C
.